# Bubble & Scrape
| Recensione     | Giudizio |
| -------------- | -------- |
| Piero Scaruffi | [ 1 ]    |
| Pitchfork      | [ 2 ]    |

Bubble & Scrape è il quarto album in studio della band statunitense Sebadoh, pubblicato nel 1993.

## Produzione
Barlow, dopo aver interrotto la relazione con la fidanzata Kathleen Bilius, era tornato a casa dei suoi genitori mentre Loewenstein viveva in uno squat e Gaffney, disoccupato, in una tenda. I tre si incontrarono nuovamente per registrare alcuni brani in una vecchia macelleria adibita a studio di registrazione.
(Lou Barlow)
Nel 2008 venne ristampato dalla Domino Records con delle tracce aggiuntive.

## Tracce
1. Soul and Fire - 3:46
2. 2 Years 2 Days - 3:07
3. Telecosmic Alchemy - 2:15
4. Fantastic Disaster - 3:33
5. Happily Divided - 2:20
6. Sister - 2:43
7. Cliche - 2:27
8. Sacred Attention - 2:47
9. Elixir Is Zog - 2:06
10. Emma Get Wild - 1:21
11. Sixteen - 1:29
12. Homemade - 5:02
13. Forced Love - 3:19
14. No Way Out - 2:15
15. Bouquet For A Siren - 2:56
16. Think (Let Tomorrow Bee) - 3:12
17. Flood - 1:34

## Formazione
- Jason Loewenstein: basso, batteria e voce
- Lou Barlow: chitarra e voce
- Eric Gaffney: batteria